# Javier Arizala
Javier Eduardo Arizala Caicedo (ur. 21 kwietnia 1983 w Tuluá) – piłkarz kolumbijski grający na pozycji lewego obrońcy.
Jego młodszy brat Franco Arizala również jest piłkarzem.

## Kariera klubowa
Karierę piłkarską Arizala rozpoczął w klubie América Cali. Grał tam w drużynach juniorskich, a w 2001 roku przeszedł do Corporación Tuluá. W tamtym roku zadebiutował w jego barwach w pierwszej lidze kolumbijskiej. W 2003 roku przeszedł do Atlético Nacional, gdzie występował przez rok. W 2004 roku grał w Deportes Tolima, a w 2005 roku zaliczył jedno spotkanie w Quindío Armenia. Jeszcze w połowie 2005 roku odszedł do Deportivo Pasto i grał w nim do lata 2006.
W połowie 2006 roku Arizala został piłkarzem argentyńskiego Racingu Club. W lidze argentyńskiej rozegrał 4 mecze, a w 2007 roku wrócił do Kolumbii, do Deportes Tolima. W 2008 roku został zawodnikiem Independiente Santa Fe z Bogoty. Grał w nim do 2009 roku i następnie stał się wolnym zawodnikiem.
| Sezon   | Klub                   | Kraj      | Rozgrywki        | Mecze | Bramki |
| ------- | ---------------------- | --------- | ---------------- | ----- | ------ |
| 2001    | Corporación Tuluá      | Kolumbia  | Copa Mustang     | 4     | 0      |
| 2002    | Corporación Tuluá      | Kolumbia  | Copa Mustang     | 21    | 3      |
| 2003    | Corporación Tuluá      | Kolumbia  | Copa Mustang     | 15    | 2      |
| 2003    | Atlético Nacional      | Kolumbia  | Copa Mustang     | 11    | 2      |
| 2004    | Deportes Tolima        | Kolumbia  | Copa Mustang     | 6     | 0      |
| 2005    | Quindío Armenia        | Kolumbia  | Copa Mustang     | 1     | 0      |
| 2005    | Deportivo Pasto        | Kolumbia  | Copa Mustang     | 5     | 0      |
| 2006    | Deportivo Pasto        | Kolumbia  | Copa Mustang     | 21    | 3      |
| 2006/07 | Racing Club            | Argentyna | Primera División | 4     | 0      |
| 2007    | Deportes Tolima        | Kolumbia  | Copa Mustang     | 28    | 3      |
| 2008    | Independiente Santa Fe | Kolumbia  | Copa Mustang     | 22    | 0      |
| 2009    | Independiente Santa Fe | Kolumbia  | Copa Mustang     | 17    | 0      |

## Kariera reprezentacyjna
W reprezentacji Kolumbii Arizala zadebiutował w 2003 roku. W 2007 roku został powołany do kadry na Copa América 2007. Tam wystąpił w 2 meczach: z Paragwajem (0:5) i z Argentyną (2:4) i ze Stanami Zjednoczonymi (1:0). Wcześniej w 2003 grał w kadrze U-20, z którą zajął m.in. 4. miejsce w mistrzostwach Ameryki U-20.